# Брук-ін-дер-Оберпфальц
Брук-ін-дер-Оберпфальц (нім. Bruck in der Oberpfalz) — громада в Німеччині, розташована в землі Баварія. Підпорядковується адміністративному округу Верхній Пфальц. Входить до складу району Швандорф.
Площа — 33,09 км2. Населення становить 4430 ос. (станом на 31 грудня 2020).